# 西廟台子駅
西廟台子駅（せいびょうたいしえき）とは、中華人民共和国黒竜江省ハルビン市松北区に位置する江北線の駅。

## 隣の駅
中華人民共和国鉄道部
江北線
廟台子駅 - 西廟台子駅 - 北松浦駅
座標: 北緯45度50分51秒 東経126度34分07秒 / 北緯45.847533度 東経126.568528度